# 敬懷皇后
王夫人（？—3世紀），南陽郡（郡治今河南省南陽市）人，吳大帝孫權妃嬪，吳景帝孫休之母。孫休即位，追尊王夫人為敬懷皇后。《三國志》中稱之為吳主權王夫人。

## 生平
王夫人被選入宮中，受到孫權寵幸，於嘉禾四年（235年）為孫權誕下六子孫休。赤烏五年（242年），孫權立三子孫和為太子，琅邪王夫人母以子貴，其它被寵幸的姬妾，都被遷到外地居住。王夫人也离宫到公安（今湖北省公安縣）居住，後來在此病逝，就地埋葬。
永安元年（258年）十月，其子孫休被擁立為帝，追尊生母王夫人為敬懷皇后，改葬敬陵，並將王夫人同母異父弟文雍封為亭侯。

## 子女
- 子
  - 孫休，字子烈，孫權六子，後被孫綝等擁立為帝，即吳景帝。

## 親族
- 弟
  - 文雍，王夫人同母異父弟，因孫休追封王夫人時，王家無後，便封文雍為亭侯。

## 外部連結
- 《三國志•吳書•吳主權王夫人傳 （页面存档备份，存于）》

## 延伸阅读
[在维基数据编辑]
 《三國志/卷50》，出自陳壽《三國志》